# Urocystis beckwithiae
Urocystis beckwithiae är en svampart som beskrevs av Vánky 2005. Urocystis beckwithiae ingår i släktet Urocystis och familjen Urocystidaceae.   Inga underarter finns listade i Catalogue of Life.